# 기사카타 지진

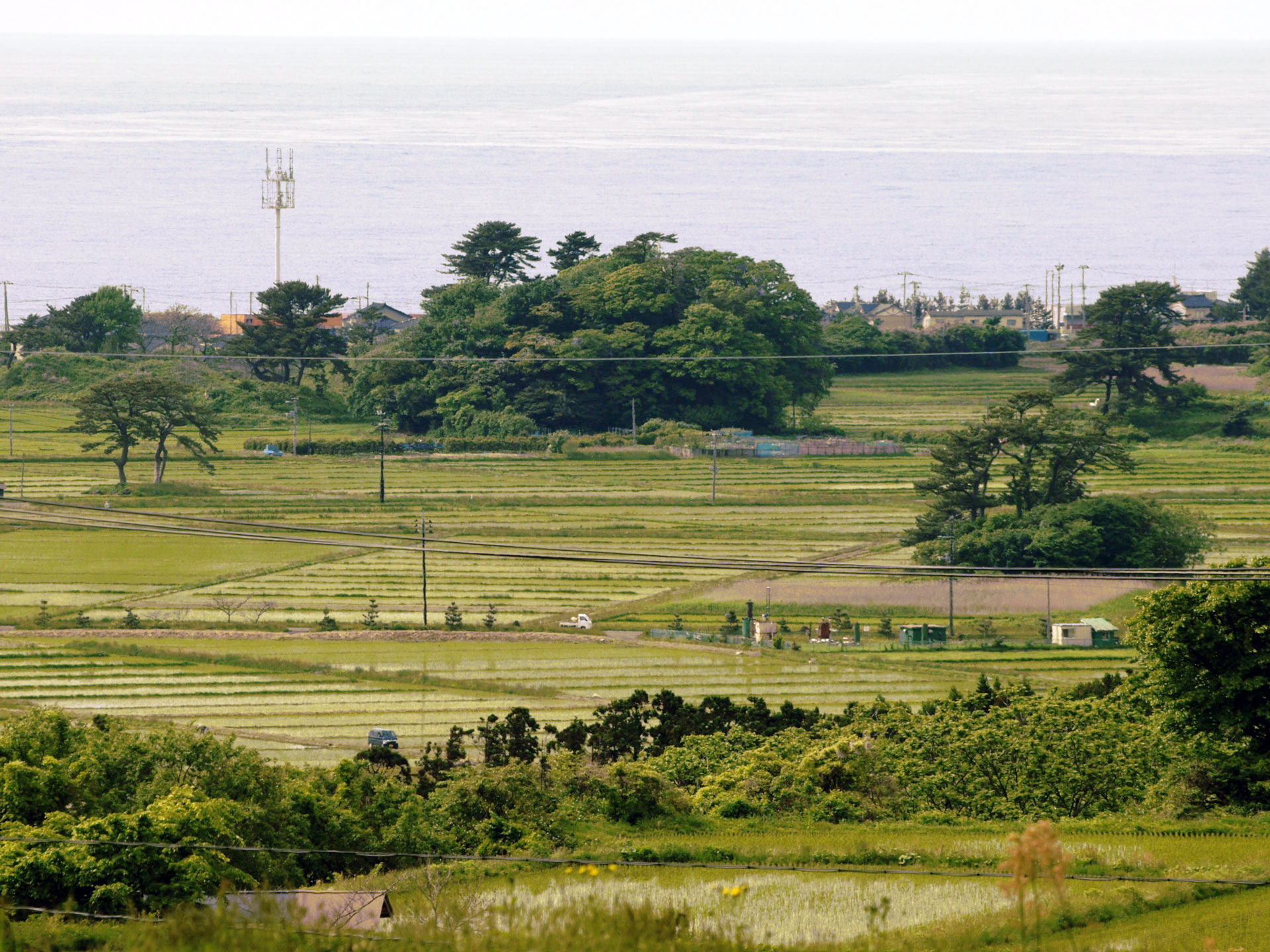
기사카타 (象潟)

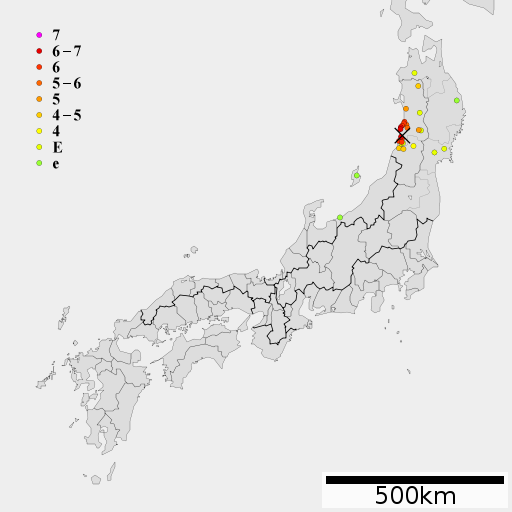
진도 분포

기사카타 지진(일본어: 象潟地震)은 에도 시대의 1804년 7월 10일에 일본의 데와국을 중심으로 발생한 지진이다. 기사카타 (象潟)는 현재의 아키타현 니카호시에 있는 지역이며, 1804년의 기사카타 지진에 의해 융기하여 육지 화했다. 기사카타 지진은 해일을 동반 한 지진이며, 지진 규모는 M7.0. 기사카타 지역이 진도7급이었던 것으로 추정된다. 이 지진으로 300명 이상의 희생자가 나왔다.

## 참고 문헌
- 国立天文台 『理科年表 令和3年』 丸善 P.786 ISBN 978-4-621-30560-7